# Aljaž Pegan
Aljaž Pegan, (2 de junho de 1974) é um ginasta que compete em provas de ginástica artística pela Eslovênia.
Pegan foi o primeiro ginasta esloveno a competir na barra fixa e vencer o evento no Campeonato Europeu [carece de fontes?]. Entre seus maiores êxitos está o movimento Pegan, presente no Código de Pontos, de realização na barra fixa.
Aljaz compete desde os quinze anos, possui catorze participações em Campeonato Mundial, foi o primeiro do ranking na barra fixa até 2007 e detém, como maiores conquistas na carreira, quatro medalhas em mundiais e três continentais. No Mundial de Melbourne - 2005 e no Europeu de Ljubljana - 2004, foi o medalhista de ouro. Apesar das conquistas, nunca disputou uma edição olímpica. Em 2008, na tentativa de competir nos Jogos de Pequim, teve sua qualificação negada, em vista da entrega do wild card ter sido feita a outro ginasta.